# Euriphene amicia
Euriphene amicia är en fjärilsart som beskrevs av William Chapman Hewitson 1871. Euriphene amicia ingår i släktet Euriphene och familjen praktfjärilar. Inga underarter finns listade i Catalogue of Life.

## Bildgalleri

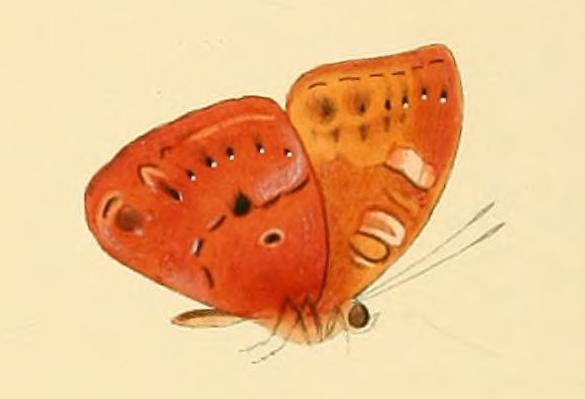
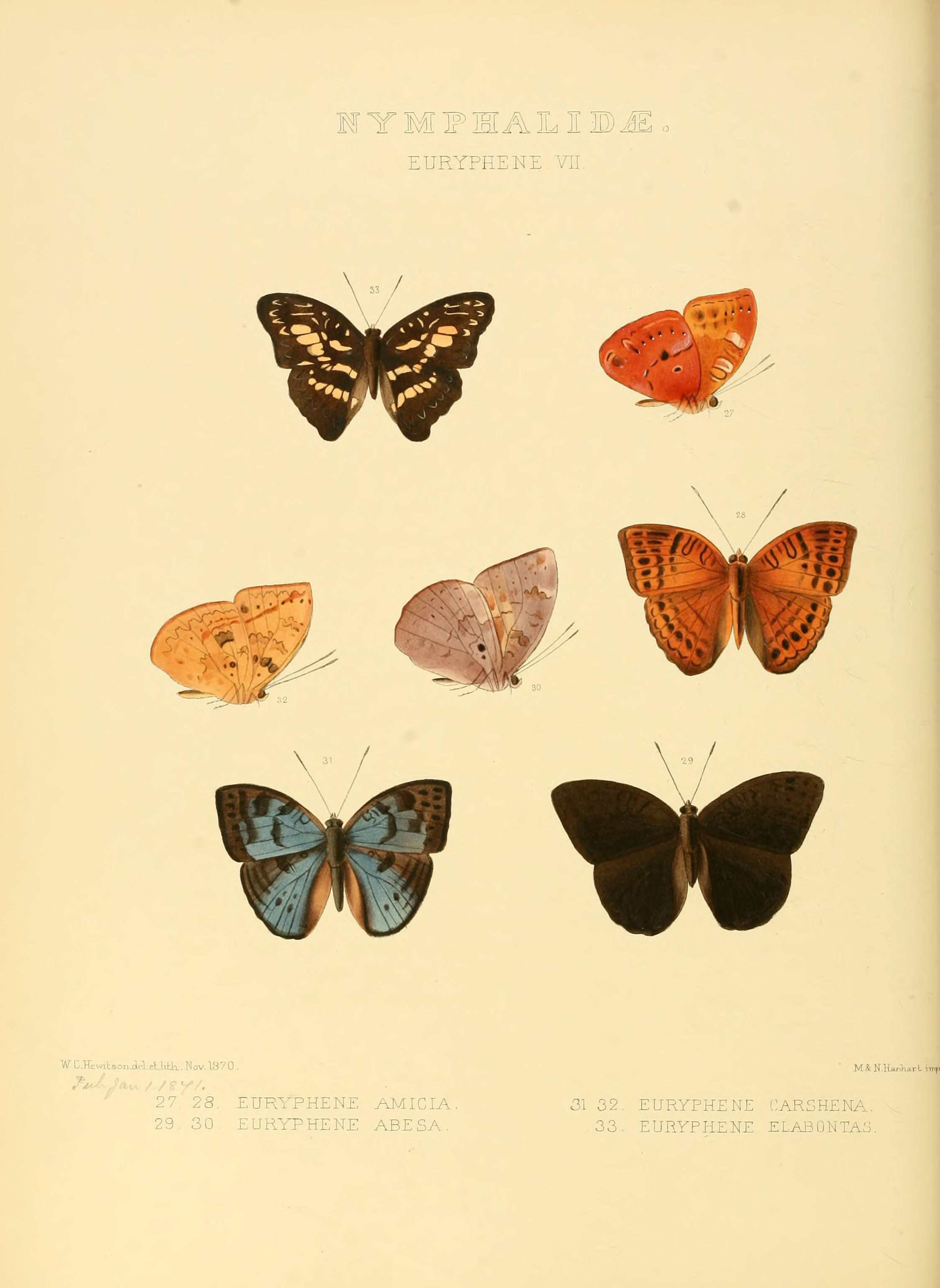